# Diugoń przybrzeżny
Diugoń przybrzeżny, diugoń, dugoń lub piersiopławka (Dugong dugon) – morski ssak zaliczany do rzędu brzegowców, jedyny współcześnie żyjący przedstawiciel rodziny diugoniowatych (Dugongidae) i rodzaju diugoń (Dugong). Diugonie przybrzeżne są ssakami dużymi, przystosowanymi do życia wodnego i niezdolnymi do poruszania się na lądzie. Dorosłe osobniki osiągają długość rzędu 3 metrów, przy masie ciała około 400 kg. Są roślinożercami, jedzą przez cały dzień i odżywiają się trawą morską. Żyją stadnie w wodach mórz tropikalnych i subtropikalnych − w wodach przybrzeżnych, w lagunach, rzekach i zatokach oraz w szerokiej równi pływowej odsłanianej w czasie odpływu morza. Zamieszkują region indopacyficzny – od wschodnich wybrzeży Afryki i Morza Czerwonego po Australię, Wyspy Marshalla, Wyspy Salomona i Nową Kaledonię.
Populacje diugoni sukcesywnie się zmniejszają. Czerwona księga gatunków zagrożonych zalicza D. dugon do gatunków narażonych na wyginięcie.

## Historia odkrycia i badań

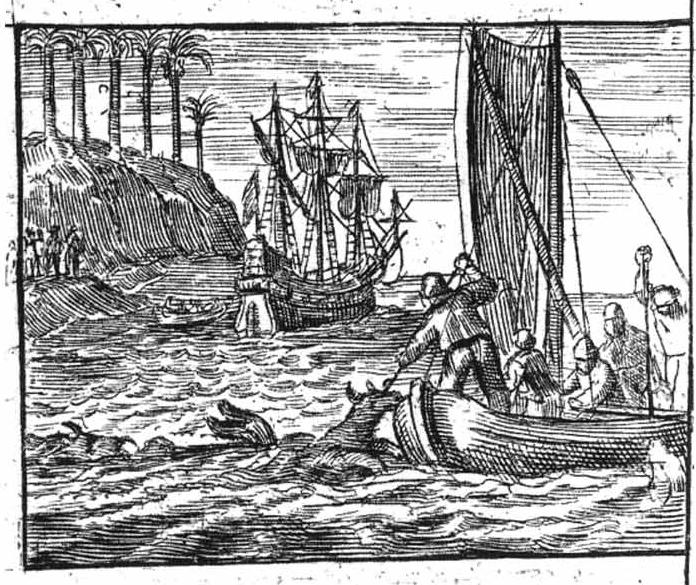
Rycina z podróży Willema Westa van Zanena w 1602 – scena połowu diugonia

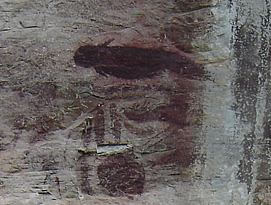
Malowidło w jaskini w Gua Tambun, Perak, Malezja

W roku 1648 H. Soete Boom wydał drukiem dziennik Holendra Willema Westa van Zanena z jego podróży w rejon Archipelagu Maskarenów w 1598 oraz 1602. Jedna z rycin przedstawia wydobywanie z wody złowionego u wybrzeży Mauritiusu diugonia.
Diugonie przybrzeżne po raz pierwszy w literaturze zoologicznej zostały opisane przez Philippa Müllera w 1776 roku. Niewiele później o diugoniach występujących w innych częściach Oceanu Indyjskiego pisali: autor nazwy rodzajowej, francuski przyrodnik Bernard Lacépède oraz Niemiec Johann Erxleben. Diugoniom przybrzeżnym występującym w poszczególnych regionach nadawano odrębne nazwy, lecz mimo różnic morfologicznych zostały one ostatecznie uznane za jeden gatunek. W 1838 roku Richard Owen zbadał i opisał anatomię diugoni, w 1895 roku Francuz Alcide Railliet opublikował rysunek szkieletu, a w 1905 i w 1907 szkocki zoolog Nelson Annandale opisał morfologię i środowisko życia, a także kościec kończyn tych zwierząt.
W 1959 roku w jaskini położonej w malezyjskim Tambun koło Ipoh odkryto kilkadziesiąt neolitycznych malowideł. Jedno z nich – zdaniem badaczy – przedstawia sylwetkę diugonia lub pangaza. Jest to najstarsze świadectwo znajomości człowieka z tymi zwierzętami.

## Systematyka
Diugoń przybrzeżny jest zaliczany do monotypowego rodzaju diugoń (Dugong) i jest jedynym żyjącym obecnie przedstawicielem rodziny diugoniowatych, klasyfikowanych w rzędzie brzegowców. Pierwotna nazwa nadana mu przez Müllera w 1776 roku sugerowała przynależność gatunku do Trichechidae, czyli manatowatych i brzmiała Trichechus dugon. W 1799 roku Bernard Lacépède uznał, że diugonie powinny być klasyfikowane oddzielnie. Nadał więc odrębną nazwę rodzajową Dugong i nazwał diugonie żyjące w Oceanie Indyjskim Dugong indicus, jednak to nazwa rodzajowa Halicore – wysunięta w 1811 roku przez Johanna Illigera – została zaakceptowana przez zoologów opisujących później poszczególne populacje diugoni przybrzeżnych. Richard Owen nazwał australijską populację Halicore australis.
Za Illigerem również William Blanford, Nelson Annandale, S. Prater określali diugonie nazwą Halicore dugong. Ehrenberg dla diugoni poznanych ze znalezionych szczątków używał nazwy Halicore lottum, a Rüppell dla populacji z Morza Czerwonego – Halicore tabernaculi. Dopiero w 1907 roku Annandale uznał, że diugonie z Oceanu Indyjskiego i z rejonów Australii należą do tego samego gatunku. Ostatecznie w 1951 roku John Ellerman i Terence Morrison-Scott uznali, że wszystkie populacje, w tym również diugonie z Morza Czerwonego, należą do jednego gatunku określonego przez nich jako Dugong dugon. Tym samym przywrócili do funkcjonowania nazwę rodzaju zaproponowaną pierwotnie przez Lacépède. Nazwę Dugong stosowali już konsekwentnie późniejsi badacze: Victor Scheffer i Dale W. Rice (1963), Sandra L. Husar (1978), czy Daryl Paul Domning (1994).
Współczesne teorie mówią o tym, że Protosiren – przodkowie diugoni – byli spokrewnieni z ssakami kopytnymi i przodkami słoni żerującymi w płytkich wodach Karaibów w eocenie.

### Etymologia
Nazwa rodzajowa Dugong pochodzi od malajskiego słowa „duyong” lub jawajskiego „duyung” znaczącego „pani morza”. W Indiach funkcjonują nazwy anglojęzyczne: dugong lub sea cow oraz, w języku tamilskim, avolia, kadal panni. W Egipcie diugonie przybrzeżne nazywane są gueld, noquat al-bahr. Anglojęzyczna nazwa sea cow jest prostą aluzją do zjadania ogromnej ilości traw morskich na podwodnych pastwiskach. Diugonie bywają czasem błędnie utożsamiane z wytępionymi syrenami morskimi.
W języku polskim zwierzę było określane nazwami diugoń, dugoń lub piersiopławka. W wydanej w 2015 roku przez Muzeum i Instytut Zoologii Polskiej Akademii Nauk publikacji „Polskie nazewnictwo ssaków świata” zaproponowano dla określenia gatunku nazwę diugoń przybrzeżny, rezerwując nazwę diugoń dla rodzaju Dugong.
Etymologia pozostałych nazw łacińskich:
- Platystomus: gr. πλατυστομoς platustomos ‘mający szeroki otwór’, od πλατυς platus ‘szeroki’; στομα stoma, στοματος stomatos ‘usta’[49].
- Halicore: gr. ἁλι- hali- ‘morski’, od ἁλς hals, ἁλος halos ‘morze’; κορη korē ‘panna’[50].
- Amblychilus: gr. αμβλυς  amblus ‘tępy’, od αμβλυνω amblunō ‘stępić’; χειλος kheilos, χειλεος kheileos ‘warga, usta’[51].
- Odobenus: gr. οδους odous, οδοντος odontos ‘ząb’; βαινω bainō ‘chodzić, spacerować’[52].

## Budowa ciała

### Morfologia

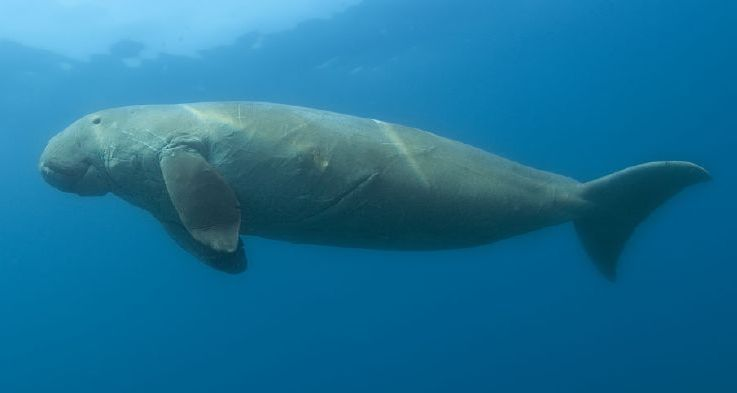
Sylwetka diugonia przybrzeżnego

Diugonie są dużymi ssakami wodnymi o wrzecionowatym kształcie tułowia, zwężającym się ku tyłowi. Dorosłe osobniki osiągają długość rzędu 3 metrów, choć opisywany rekordzista z indyjskiego dystryktu Surat miał rzekomo aż 406 cm długości przy masie ciała 1016 kg. W wydanym w 1993 roku przewodniku na temat gatunków morskich ssaków specjaliści FAO uznali jednak, że był to prawdopodobnie błąd pomiarowy i określili maksymalny udokumentowany wymiar na 3,3 m przy masie około 400 kg. Dymorfizm płciowy wyraża się większymi rozmiarami samic. Diugonie nie mają zewnętrznie zaznaczonej szyi, ale głowa zachowuje ruchliwość.

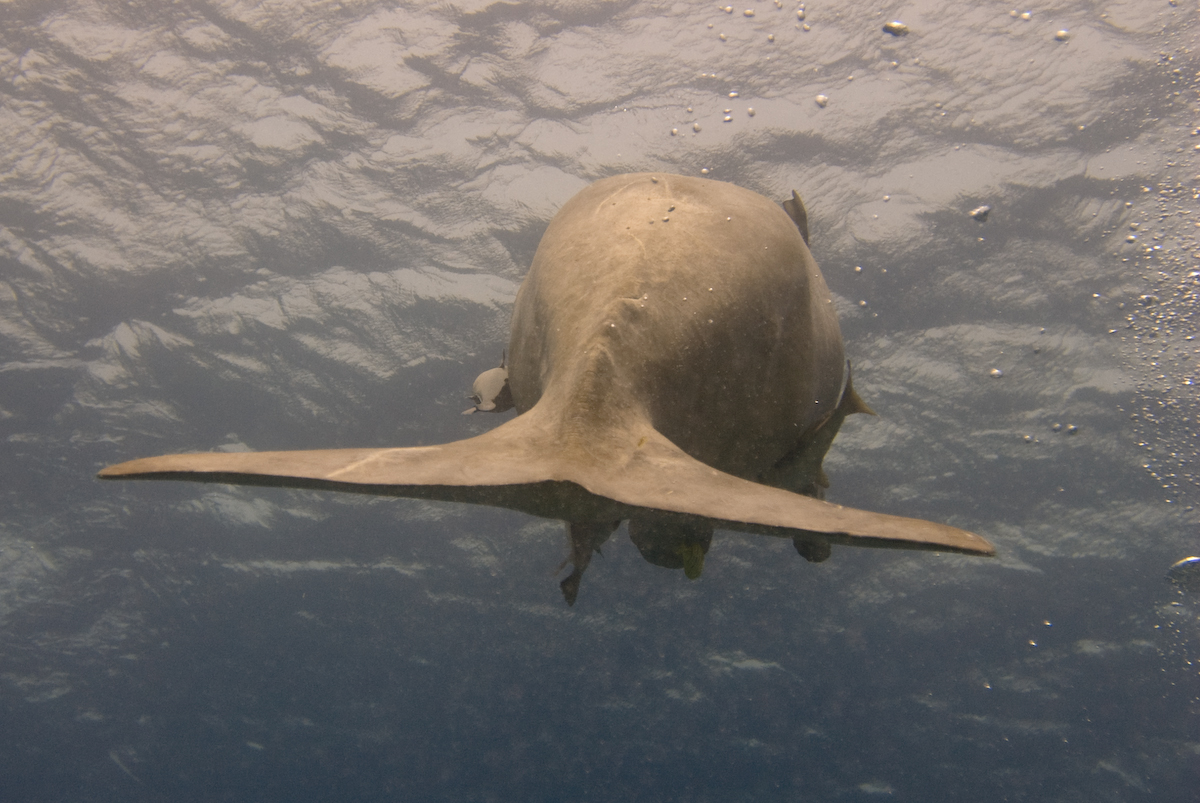
Płetwa ogonowa – rozdwojona, wcięta i rozwidlona, z ostrymi końcami

Płetwa ogonowa – podobnie jak u wymarłej już krowy morskiej – ustawiona jest poziomo, a na końcu jest rozdwojona, wcięta i rozwidlona, z ostrymi końcami. Przednie kończyny przekształcone są w płetwy, z zaznaczonymi pięcioma palcami, a kończyny tylne są zredukowane. Diugonie nie mają płetwy grzbietowej. Na płetwach piersiowych nie ma kopytek, które występują u manatów. Drobny, miękki włos jest bardzo rzadko rozmieszczony na ciele, średnio co 30–50 mm. Grzbiet diugonia ma barwę brunatnoszarą, boki − szarą, zaś brzuch − ciemnocielistą. Ubarwienie poszczególnych osobników czy populacji może być jednak zróżnicowane.

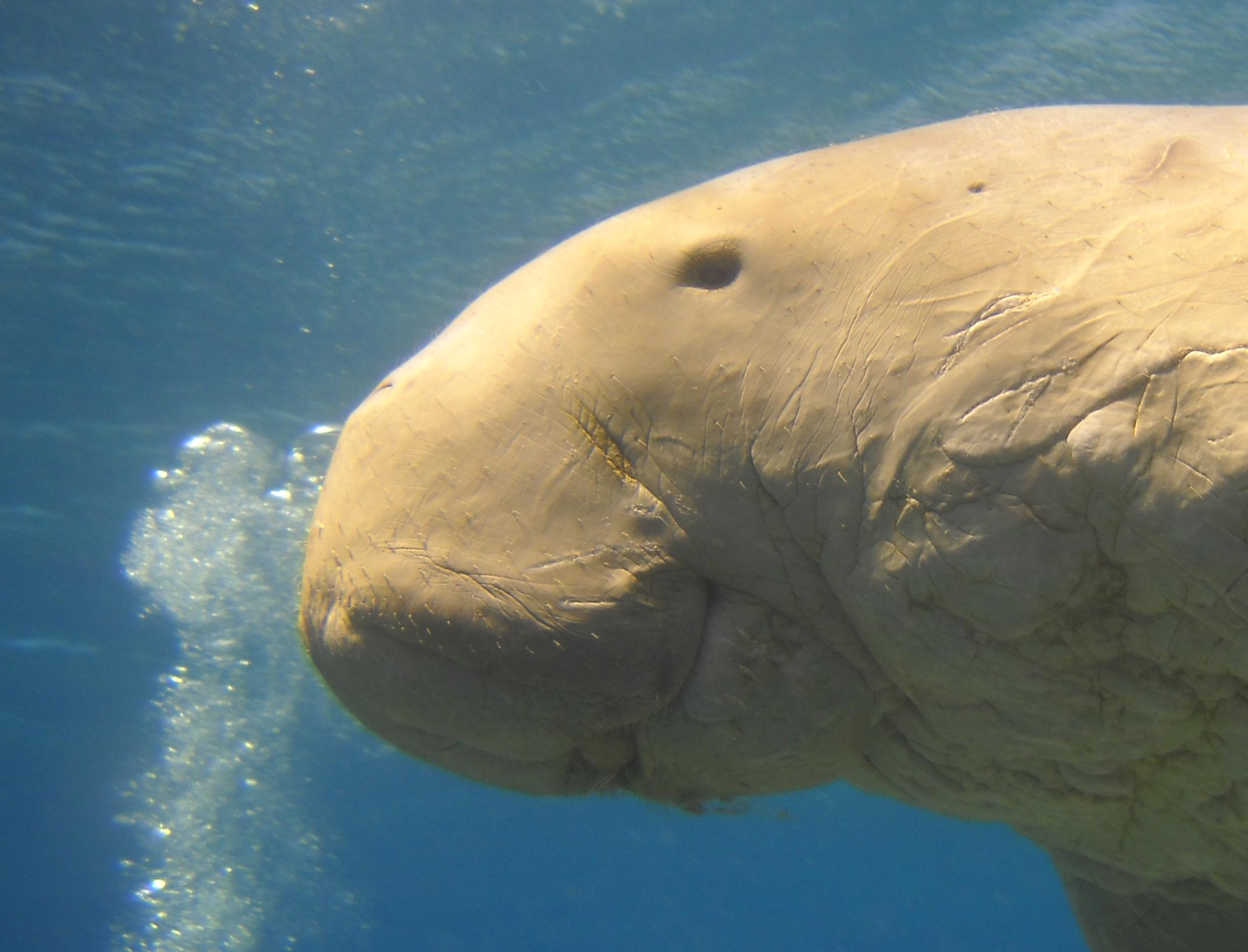
Głowa diugonia przybrzeżnego

Pysk jest wystający, tępo zakończony, przystosowany do żerowania przy dnie. Wargi, wywinięte w bardzo charakterystyczny sposób, są elementem dominującym sylwetki. Górna warga jest mocno rozwinięta i ruchliwa, dzięki czemu łatwo wyrywa rośliny morskie. Na pysku diugonia przybrzeżnego widać dużo najeżonych włosów, które prawdopodobnie przyjęły funkcję włosów czuciowych. Oczy diugonia są małe, czarne, okrągłe. Powieki nie mają rzęs. W powiekach umieszczone są gruczoły wydzielające oleisty płyn, który chroni oczy przed działaniem silnie zasolonej wody morskiej. Po wyciągnięciu diugonia przybrzeżnego nad powierzchnię wody wydzielina zbiera się kąciku oka w postaci tzw. łzy syreniej, która bywa traktowana przez ludy Oceanii jako amulet. Blisko oczu leżą pozbawione małżowiny uszy, z bardzo wąskim otworem, o średnicy 3 mm. Do rozdrabniania pokarmu służą grube, pokryte brodawkami płyty rogowe, umiejscowione w przedniej części żuchwy i szczęki . Uzębienie straciło na znaczeniu i stopniowo ulega redukcji. Współczesne diugonie mają tylko trzonowce i siekacze. Między nimi jest przerwa. Siekacze są dobrze wykształcone tylko u samców, zaś u samic pozostają w zawiązkach w zębodołach. W żuchwie siekacze pojawiają się bardzo wcześnie, ale są tracone jeszcze w młodości. Zarówno samce jak i samice mają 5 par trzonowców zarówno w żuchwie jak i szczęce, ale zwykle nie występują wszystkie równocześnie. Przednie trzy pary są tracone w młodym wieku, zaś tylne dwie wyrastają z czasem. Czasem jednak także one bywają tracone.
Dwa gruczoły mlekowe ułożone są piersiowo w okolicy dołu pachowego. Sutki dorosłych samic mają długość 25–30 mm i około 80 mm podczas laktacji.

### Anatomia

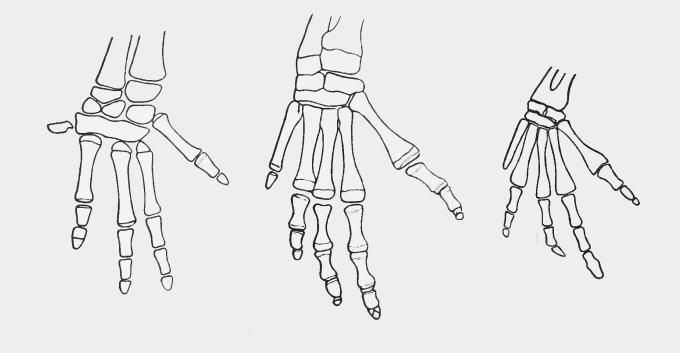
Różnice w budowie kości przedniej kończyny różnych populacji diugonia – według Nelsona Annandale’a, 1907

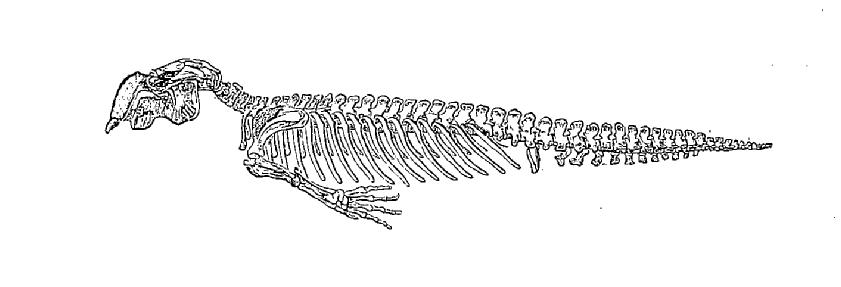
Szkielet diugonia – Alcide Railliet 1895

Kościec diugonia przybrzeżnego jest bardzo masywny, w kościach kończyn nie ma jamy szpikowej. Kości szczęki i żuchwy są wyposażone w płyty rogowe. Kość nosowa nie występuje. Oczodół jest mały, a kość łzowa jest dobrze wykształcona. Kręgosłup diugonia składa się z 7 kręgów szyjnych, 19 piersiowych, 4 lędźwiowych, 1 kręgu krzyżowego, 27 kręgów ogonowych. Kość krzyżowa nie występuje. Żeber jest 19 par. Mostek jest mały, nie ma obojczyków, a łopatka jest wypukła. Kość ramienna jest krótka, mocna.
Kość promieniowa i kość łokciowa połączone są obwodowo. Nadgarstki i śródręcza są znacznie zredukowane. Pierwszy palec jest słabiej wykształcony niż pozostałe. U niektórych osobników składa się z dwóch kości, a u innych zredukowany jest do jednej. Diugoń przybrzeżny nie ma pazurów. Nie ma także kości łonowych. Kość kulszowa i kość biodrowa są w zaniku.
Serce diugonia przybrzeżnego znajduje się w części mostkowej klatki piersiowej. Wierzchołek komory ma szczelinę; z nadprzeponowej części ciała krew zbierają dwie żyły główne górne. Klasycznie, jak u innych ssaków – w mózgu i w innych częściach ciała funkcjonuje rozbudowana sieć dziwna. Mózg jest mały; szyszynka nie występuje. Przepona leży ukośnie. Nerki są podłużne.
Krótki język dorosłego diugonia osiąga około 14 cm. Gruczoły ślinowe są dobrze wykształcone, tchawica krótka. Płuca – ułożone wzdłuż części grzbietowej – są spłaszczone i sięgają aż do nerek. Przełyk jest wąski, wątroba masywna, a trzustka dobrze rozwinięta. Układ pokarmowy jest bardzo długi, za sprawą rozbudowanych jelit. Długość jelita cienkiego diugonia jest równa 4–5 krotnej długości całego zwierzęcia, zaś jelita grubego aż 9-krotności długości jego ciała. Układ pokarmowy jest wyposażony w jelito ślepe. Macica samicy diugonia jest dwurożna, lecz zarodek rozwija się tylko w jednej części.

## Fizjologia

### Oddychanie
Organizm diugonia przybrzeżnego jest przystosowany do długiego przebywania pod wodą. Potrafi zachować długie przerwy między oddechami – od 2 do 8 minut. Badany przez naukowców w 1978 roku średni czas nurkowania diugoni przetrzymywanych w niewoli został określony na 73,3 sekundy. Zmierzono wówczas czas 370 zanurzeń, z których najdłuższy trwał około 400 sekund. Inne badania wykazały czas maksymalny 506 sekund. Zmierzono także czas nieprzerwanego przebywania pod wodą diugonia, który na wolności uciekał przed myśliwymi. Osobnik ten potrafił płynąć z prędkością 12 węzłów w zanurzeniu przez niemal 3 minuty. Wobec powyższych danych relacja o zaobserwowanym nurkowaniu trwającym aż 16 minut zdaje się być nieprawdopodobna.

## Tryb życia
Diugonie przybrzeżne są ssakami dużymi, przystosowanymi do życia wodnego i niezdolnymi do poruszania się na lądzie. Dobrowolnie wody nie opuszczają. Są monogamistami. Prowadzą życie rodzinne, zazwyczaj w składzie: samiec, samica i potomek. Czasem żyją w małych stadach liczących do 6 osobników. Wykazują wobec siebie bardzo duże przywiązanie. Gdy schwytany zostaje jeden członek rodziny, to drugi zwykle podąża za nim, stając się przy tym bardzo łatwym celem dla łowiących. Zoolodzy odnotowali jednak kilkukrotnie występowanie stad liczących po kilkaset osobników. Stada takie stwierdzono w 1967 roku u wschodnich wybrzeży Australii oraz w wodach somalijskich. Populacje diugoni przybrzeżnych się zmniejszają, jednak po 9 latach w wodach na północ od australijskiego Cooktown stwierdzono funkcjonowanie dużej, liczącej 500–600 sztuk populacji diugoni żyjących razem w 13-kilometrowym pasie wód przybrzeżnych. Ta tendencja bywa kojarzona z możliwościami komunikowania się diugoni. Aborygeni twierdzą, że stadami przewodzą osobniki, które potrafią wydawać głośne gwizdy i kierują w ten sposób całą kolonią.

### Cykl życiowy

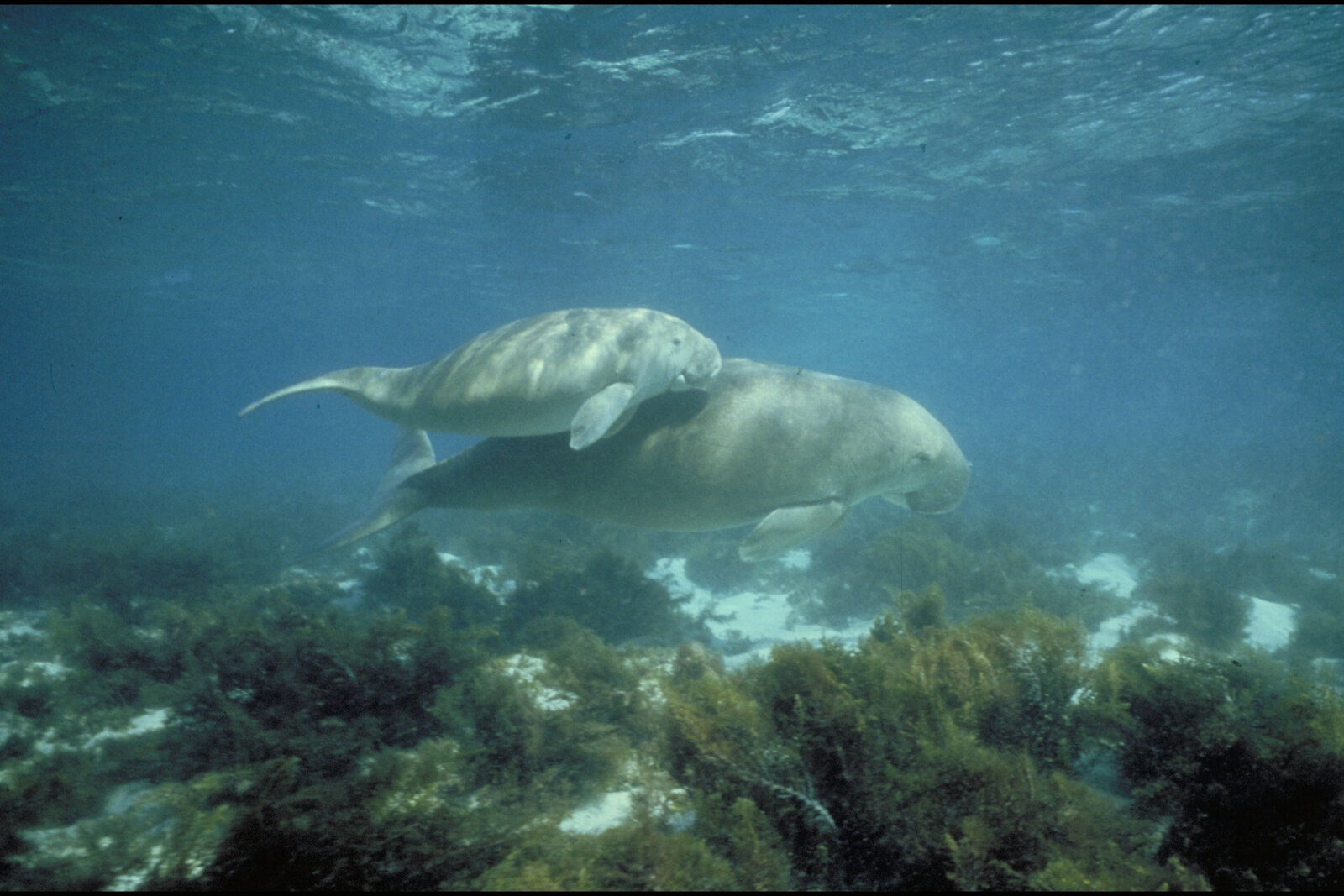
Młody diugoń przybrzeżny pod opieką matki

Dojrzałość samców nie oznacza gotowości do rozrodu. Badania przeprowadzone przez zoologów wykazały, że znaczna część samców, których wielkość i stan uzębienia wskazują na dojrzały wiek, nie miało nasienia w jądrach. Tylko 9 na 27 diugoni przybrzeżnych zbadanych w australijskich wodach między Townsville a wyspą Mornington było aktywnych płciowo. Aktywność odnotowano w miesiącach: maj, lipiec, sierpień oraz październik, ale tylko czterech z ośmiu upolowanych latem 1976 roku przez Aborygenów samców było gotowych do rozrodu. Rok później na osiem upolowanych zwierząt tylko jedno znajdowało się w fazie aktywności płciowej.
Nie ma dokładnych informacji, kiedy samica po raz pierwszy rodzi, prawdopodobnie między 10. a 17. rokiem życia. Najmniejsza, badana w 1973 roku samica miała 2,3 metra długości. Ciąża trwa około 13–14 miesięcy lub do 15 miesięcy, a przerwa między porodami wynosi 2,4–7 lat. Zwykle rodzi się 1 młode, choć rybacy relacjonowali, że spotykali samice z młodymi bliźniakami. Jones opisał w 1959 roku płód diugonia, który mierzył 95 cm. Jest to prawdopodobny wymiar, mimo że inni zoolodzy podawali znacznie większe wyniki. Młode po urodzeniu ważą około 20 kg. Poród odbywa się pod wodą, a zaraz po nim matka wynurza się z potomkiem na powierzchnię, by mógł po raz pierwszy zaczerpnąć powietrza. Podczas karmienia młodych samice pływają na grzbiecie, układając dziecko na sobie. Umożliwiają mu w ten sposób dostęp do gruczołów mlekowych. Czasami podtrzymują przy tym malca za pomocą przednich kończyn. Matki są bardzo opiekuńcze. Swoje dzieci wożą na grzbiecie. Młode są karmione mlekiem matki nawet do 14–18 miesiąca życia.
Szacowany przez wielu zoologów maksymalny wiek diugoni przybrzeżnych to 20 lat. Helene Marsh, specjalistka zajmująca się od lat diugoniami, twierdzi, że ich maksymalny wiek może sięgać 50 lub nawet 60 lat.

### Głos
Diugonie przybrzeżne rzadko wydają dźwięki o częstotliwości słyszalnej przez człowieka. Naukowcy odnotowali jednak wydawane przez nie dźwięki przypominające beczenie owiec. Stwierdzili także, że przestraszone zwierzęta alarmują się gwizdami. Dźwięki wydawane przez diugonie są zwykle niskiej częstotliwości, rzędu 3–8 kHz. W 2004 roku w wodach przybrzeżnych wyspy Talibong, leżącej w rejonie tajlandzkiej części Półwyspu Malajskiego, naukowcy przeprowadzili badania dźwięków wydawanych przez diugonie i zarejestrowali w ciągu 164 godzin aż 3453 sygnałów wysyłanych przez te zwierzęta. Najwięcej dźwięków rejestrowano zwykle pomiędzy godziną 3:00 a 6:00.

### Biologia wędrówek
Naukowcy nie zaobserwowali migracji diugoni przybrzeżnych. Prawdopodobnie to jest przyczyną występowania ich w odległych, odizolowanych od siebie lokalizacjach. Ewentualne wędrówki tych diugoni mogą się jedynie odbywać wzdłuż wybrzeży poszczególnych lądów czy wysp.

## Rozmieszczenie geograficzne
W przeciwieństwie do innych brzegowców (manatowate czy też wymarła syrena morska), zamieszkujących tylko w określonych lokalizacjach, populacje diugoni przybrzeżnych są rozproszone na dużej przestrzeni w regionie indopacyficznym, pomiędzy 32°E a 170°W oraz 35°S a 40°N.

### Rozmieszczenie w przeszłości
W XVII wieku polowano na diugonie w wodach wokół Mauritiusa. W pierwszej połowie XX wieku diugonie były widywane u wybrzeży: wschodniej Afryki, Madagaskaru, wyspy Mafia, Kenii, Morza Czerwonego, Indii, wyspy Cejlon, Andamanów, indyjskiego stanu Rakhine, a także Archipelagu Mergui w Mjanma, Wysp Riukiu, Tajwanu, Malezji, Filipin, północnej Australii, Cieśniny Torresa, australijskiego stanu Queensland, zachodniej Australii, Nowej Gwinei, Karolin, Wysp Salomona, Wysp Marshalla oraz Nowej Kaledonii. Sygnalizowano wówczas także ich obecność u wybrzeży Kiusiu, Gunsan i Korei, ale brakowało pewnych potwierdzeń.

### Współczesne lokalizacje występowania diugoni przybrzeżnych
Obecnie populacje diugoni są odnotowywane w wielu częściach wybrzeża Australii, ale w wielu lokalizacjach zanikają. Populacja z okolicy Madagaskaru zmniejszyła się znacznie. Współcześnie nie ma już diugoni w wodach wokół Mauritiusa.
U wybrzeża Afryki diugonie najłatwiej można spotkać: w wodach Somalii, Kenii oraz między wyspą Pemba a wybrzeżem Tanzanii. W ograniczonym zakresie występują w Kanale Zanzibarskim i na wybrzeżu Mozambiku. Coraz rzadziej spotykane są w Zatoce Perskiej. Żyją w Zatoce Akaba, Zatoce Sueskiej, u wybrzeży Sudanu, archipelagu Dahlak, w okolicy Massaua i Dżuddy.
Dalej na wschód bywają widywane w indyjskiej Zatoce Mannar, Cieśninie Palk oraz w wodach przybrzeżnych indyjskiego dystryktu Surat. Diugonie są coraz rzadziej widywane w wodach wokół Półwyspu Malajskiego, Singapuru, Borneo i na wybrzeżach Sabah. Pojedyncze, małe populacje spotkać można koło Wysp Salomona, wyspy Bougainville’a, wysp Palau, wybrzeża stanu Arakan, Filipin, Tajwanu, Wysp Riukiu, Hongkongu, Nowej Kaledonii, Nowych Hebrydów oraz wyspy Kia koło Fidżi. Notowane są także w Zatoce Papua.
Stosunkowo duże populacje żyją w wodach australijskich – pływa tam łącznie około 85 tys. diugoni, ale wielkość poszczególnych australijskich populacji jest zróżnicowana. Najwięcej tych ssaków pływa w Cieśninie Torresa, wodach półwyspu Jork, Zatoki Rockingham, Cairns, osady Yarraba, zatoki Princess Charlotte oraz Ninian, Lockhart River i wyspy Mornington. Nieco mniej diugoni żyje w zatoce Shoalwater, regionie Broadsound, Cardwell, wysp Goulburn, Zatoki Rekina oraz półwyspu Peron. Natomiast w okolicy Sydney, Zatoki Moreton, Gladstone, Mackay, Bowen, Townsville, Magnetic Island, kanału Hinchinbrook, Hopevale, Wyspy Melville’a, północnej części Ziemi Arnhema, wyspy Bathurst oraz w rejonie miasta Darwin występują bardzo rzadko.

### Ślady kopalne
Historia ewolucji diugoniowatych zaczyna się od ich lądowych, roślinożernych przodków z wczesnego eocenu. Lokalizacje ich występowania są bardzo rozproszone. Najstarsze znane skamieniałości Prorastomus pochodzą z Jamajki i są datowane na eocen. Znane są też skamieniałości ze środkowego eocenu: Thalattosiren i Sirenavus z terenu Europy oraz Protosiren z Europy i północnej Afryki. W późnym eocenie żyły w Egipcie Eotheroides, a w Europie Prototherium; w końcu oligocenu Lophidolus (Ameryka Południowa), Anomotherium (wschodnia Azja), Caribosiren (Portoryko) oraz Rytiodus (Europa). W miocenie przodkami diugoniowatych były: Prohalicore (z Europy) i Indosiren (wschodnie Indie). Hesperosiren żył na przełomie oligocenu i wczesnego miocenu na dużej przestrzeni: na terenie obecnej Europy oraz wschodniej i zachodniej części Ameryki Północnej. W miocenie na terenie obecnej Europy i wschodniej części Ameryki Północnej napotkać można było Halianassa, zaś w pliocenie Miosiren (Europa) oraz Felsinotherium, żyjące w północnej Afryce, Ameryce Północnej i Europie.

## Ekologia

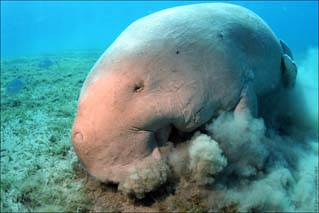
Diugoń przybrzeżny żerujący w egipskiej zatoce Abu Dabbab koło Port Ghalib w Morzu Czerwonym

Diugonie przybrzeżne są roślinożercami. Odżywiają się trawą morską. Dobór składników wyżywienia jest związany ze składem chemicznym danych traw oraz ich strukturą. Najchętniej wybierane są te gatunki traw, które mają najniższą zawartość włókna, a dużą zawartość azotu. Największym przysmakiem są bałwanice Cymodocea serrulata i Cymodocea isoetifolia, należąca do haloduli Halodule uninervis oraz Halophila ovalis i Enhalus acoroides z rodziny żabiściekowatych. Czasami menu jest uzupełniane Halophila stipulacea. Badany przez naukowców skład treści żołądków diugoni żerujących w Cieśninie Palk w indyjskim Mandapam wykazał, że niektóre osobniki zapełniały żołądki w 80% trawami morskimi Halophila, a tylko w 10% Cymodocea serrulata. Resztę stanowiły pozostałości Halodule uninervis. Z badania tego wynika, że diugonie przybrzeżne nie mają jednolitych preferencji żywieniowych. W poszczególnych lokalizacjach występowania diugoni ich dieta jest zależna od składu lokalnych gatunków trawy morskiej.
Diugonie przybrzeżne są żarłoczne, jedzą przez cały dzień. Ich żołądek mieści 10–24 kg pożywienia. Dziennie zjadają trawy morskie o łącznej masie 8–15% ich masy ciała. Badane okazy zawsze miały zapełnione żołądki i jelita.
Na diugonie poluje żarłacz tygrysi.

### Siedlisko
Diugonie najczęściej zamieszkują wody o głębokości około 3–4 metrów. Żyją stadnie w wodach mórz tropikalnych i subtropikalnych − w wodach przybrzeżnych, w lagunach, rzekach i zatokach oraz w szerokiej równi pływowej odsłanianej w czasie odpływu morza. Diugonie wymagają ciepłych wód. Mało wędrują, ale przemieszczają się wraz z ubożeniem lokalnych żerowisk.

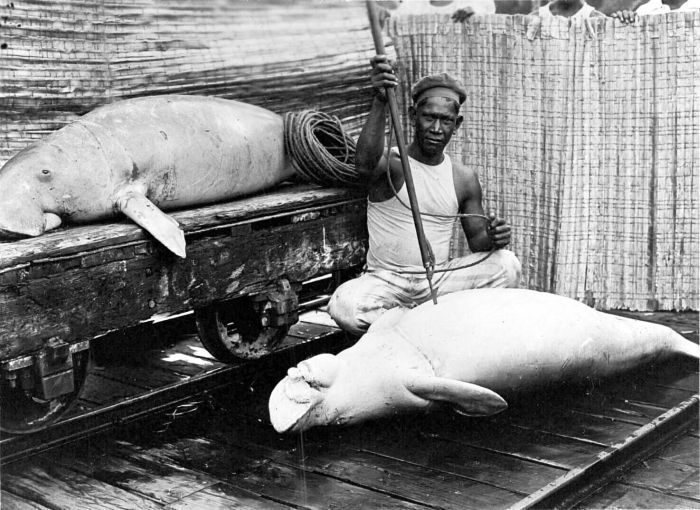
Diugonie upolowane w wodach Sumatry (ok. 1925)

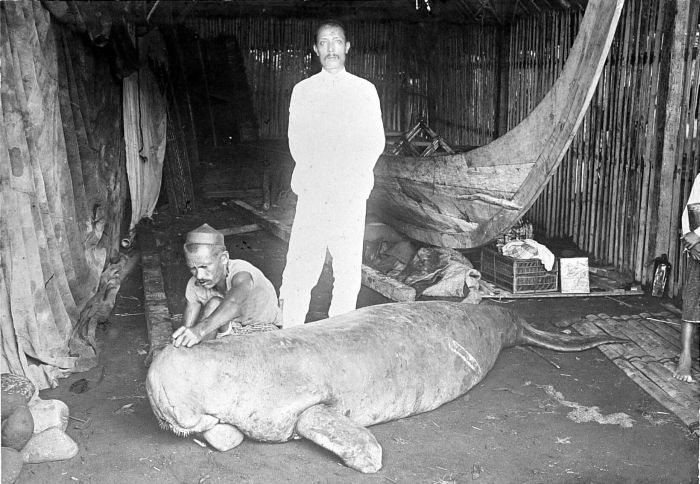
Indonezja, oprawianie upolowanego diugonia

## Znaczenie gospodarcze
Diugonie przybrzeżne były dla lokalnych społeczności zwierzętami łownymi, dostarczającymi wielu ważnych surowców. Łowiono je dla mięsa, tłuszczu i kośćca. Współczesne badania przeprowadzone w Kambodży wskazują, że najczęściej wymienianymi elementami pozyskiwanymi ze złowionych diugoni były: tłuszcz, który był używany jako maść czy też mazidło na reumatyzm lub urazy, kości – jako półprodukt do wytwarzania leku zwalczającego gorączkę u dzieci – oraz kły stosowane jako amulety do noszenia i do wieszania na ścianach domostw, by odstraszały duchy. Mięso diugoni przybrzeżnych spożywano lub sprzedawano, a skóry używano do produkcji galanterii skórzanej i obuwia. Nawet sierść znajdowała zastosowanie jako lek na ból zębów. Ponadto penisy diugoni używano jako amulety, przednie kończyny przekształcone w płetwy – do wieszania na bramie, by odstraszały duchy, a tłuszcz zmieszany z solą służył do impregnacji łodzi. Obrobione zęby diugoni stanowią jedną z imitacji pereł sprzedawaną pod nazwą dugong.

## Zagrożenia i ochrona
Fakt, że diugonie przybrzeżne zamieszkują wody o głębokości około 3–4 metrów w pasie przybrzeżnym oraz w szerokiej równi pływowej odsłanianej w czasie odpływu morza, wpływa bardzo niekorzystnie na ich bezpieczeństwo. Na tych wodach łatwo padają ofiarami morskich drapieżników. Stają się łatwym celem polowań i innych działań człowieka . Populacja nie potrafi się jednak szybko odbudowywać. Diugonie rozmnażają się bardzo wolno. Samica rodzi zwykle nie wcześniej niż w wieku 10 lat, ciąża trwa ponad rok, matka rodzi najczęściej tylko jedno młode, a między porodami zachowuje przerwę od 2, 4 do 7 lat na wychowanie potomka. Populacja diugoni przybrzeżnych zmniejsza się więc sukcesywnie o około 5% rocznie.
Ekosystem traw morskich jest bardzo czuły na działalność człowieka. Niszczy go trałowanie sieciami rybackimi, poszukiwania surowców kopalnych, pogłębianie dna czy mechaniczne działanie śrub łodzi motorowych. Ponadto trawy morskie zamierają z powodu zanieczyszczania wód ściekami, detergentami i metalami ciężkimi. Okresowo zniszczenia w setkach kilometrów kwadratowych ekosystemu powodują cyklony, huragan i powodzie. Negatywny wpływ na trawy morskie wywiera także coraz mniejszy dopływ światła przez zanieczyszczoną wodę. Jeden z najbardziej ulubionych przez te diugonie gatunków – Halophila ovalis – jest bardzo czuły pod tym względem. Ujemny wpływ na stan ekosystemu ma także ocieplenie klimatu.
Na zmniejszanie populacji diugoni przybrzeżnych wpływ mają także ustawiane w wodach przybrzeżnych sieci grodzące dostęp rekinom, działalność kłusowników, zagrożenie ze strony śrub okrętów oraz rosnący poziom hałasu.
W 2002 roku z inicjatywą skoordynowania działań ochronnych zwierząt regionu pacyficznego wystąpił „South Pacific Regional Environment Programme” (SPREP). Konsekwencją było przyjęcie przez zrzeszone państwa Konwencji o ochronie wędrownych gatunków dzikich zwierząt (CMS). „Rekomendacja 7.5” do tego aktu określa porozumienie w zakresie ochrony diugoni przybrzeżnych. W marcu 2011 roku Program Środowiskowy Organizacji Narodów Zjednoczonych (UNEP) przyjął „Pacyficzny plan działania na Rok Diugonia”. Poszczególne państwa regionu zamieszkiwanego przez diugonie przybrzeżne – w tym Tajlandia, Madagaskar, Mjanma, Sri Lanka, Mozambik, Tanzania, Papua-Nowa Gwinea i Australia – podjęły działania legislacyjne i edukacyjne zmierzające do ochrony gatunku. W indywidualnych działaniach ochrony diugoni głos zabiera także Greenpeace.